# Pinnigorgia perroteti
Pinnigorgia perroteti is een zachte koraalsoort uit de familie Gorgoniidae. De koraalsoort komt uit het geslacht Pinnigorgia. Pinnigorgia perroteti werd in 1940 voor het eerst wetenschappelijk beschreven door Stiasny. 